# Mayacentrum
Genre
Mayacentrum est un  genre d'uropyges de la famille des Thelyphonidae.

## Distribution
Les espèces de ce genre se rencontrent au Guatemala, au Belize, au Honduras et au Salvador.

## Liste des espèces
Selon Whip scorpions of the World (version 1.0) :
- Mayacentrum guatemalae  Víquez & Armas, 2006
- Mayacentrum pijol  Víquez & Armas, 2006
- Mayacentrum tantalus  (Roewer, 1954)

## Publication originale
- Viquez & de Armas, 2006 : Un nuevo género y dos nuevas especies de vinagrillos centroamericanos (Arachnida: Thelyphonida). Boletín de la Sociedad Entomológica Aragonesa, vol. 38, p. 37-41 (texte intégral).